# Mikio Manaka
Mikio Manaka (Ibaraki, 22 mei 1969) is een voormalig Japans voetballer.

## Carrière
Mikio Manaka speelde tussen 1992 en 2004 voor JEF United Ichihara, Brummell Sendai, Omiya Ardija en Yokohama FC.